# کپاریسون
کپاریسون (انگلیسی: Caparison) شرکت تجهیزات موسیقی ژاپنی است، که در سال ۱۹۹۵ تأسیس شد.